# Makhshirin (Talmud)
Makhshirin (en hebreo: מסכת מכשירין) (transliterado: Masejet Makhshirin ) es el octavo tratado del orden talmúdico de Tohorot, de la Mishná y el Talmud. Según Levítico 11:34 y Levítico 11:37, los alimentos pueden volverse ritualmente impuros, solamente si estos han sido previamente humedecidos con agua, el tratado de Makhshirin se refiere a los líquidos que tienen esta cualidad. Este tratado es mencionado en la Tosefta. 
Según Levítico 11:38, debe haber una intención previa, o un deseo por parte del propietario del alimento, para que dicho alimento sea previamente humedecido. El tratado trata principalmente sobre dos cuestiones: los líquidos que hacen posible que la comida se vuelva ritualmente impura y la intención previa de que dicha comida sea humedecida. Cada posible causa que hace posible que la comida se humedezca es detallada en el tratado: esto puede ser debido a la lluvia, a la humedad, o bien a diversas causas. El tratado concluye con una discusión sobre los líquidos distintos del agua, que hacen que el alimento pueda volverse ritualmente impuro.